# Ronaldo Guiaro
Ronaldo Guiaro (Piracicaba, 18 febbraio 1974) è un ex calciatore brasiliano, di ruolo difensore.

## Carriera

### Club
Cresciuto in patria nell'Atlético Mineiro, con tale squadra ha giocato nel campionato brasiliano e in quello statale (che vinse nel 1995). Dopo le Olimpiadi di Atlanta venne acquistato dai portoghesi del Benfica.
Dopo cinque stagioni con le aquile, passò ai turchi del Beşiktaş con cui vinse il campionato 2002-2003.
Dopo un breve ritorno in patria con il Santos (con cui vinse due campionati paulista nel 2006 e nel 2007), chiuse la carriera con i greci dell'Aris Salonicco.

### Nazionale
Ha partecipato alle Olimpiadi di Atlanta con la nazionale brasiliana. Nel torneo giocò tutti e sei gli incontri della sua nazionale che vinse la medaglia di bronzo.

## Palmarès

### Club

#### Competizioni statali
- Campionato Mineiro: 1

Atlético Mineiro: 1995
- Campionato paulista: 2

Santos: 2006, 2007

#### Competizioni nazionali
- Campionato turco: 1

Beşiktaş: 2002-2003

### Nazionale
- Bronzo olimpico: 1

Atlanta 1996